# Stora alvaret

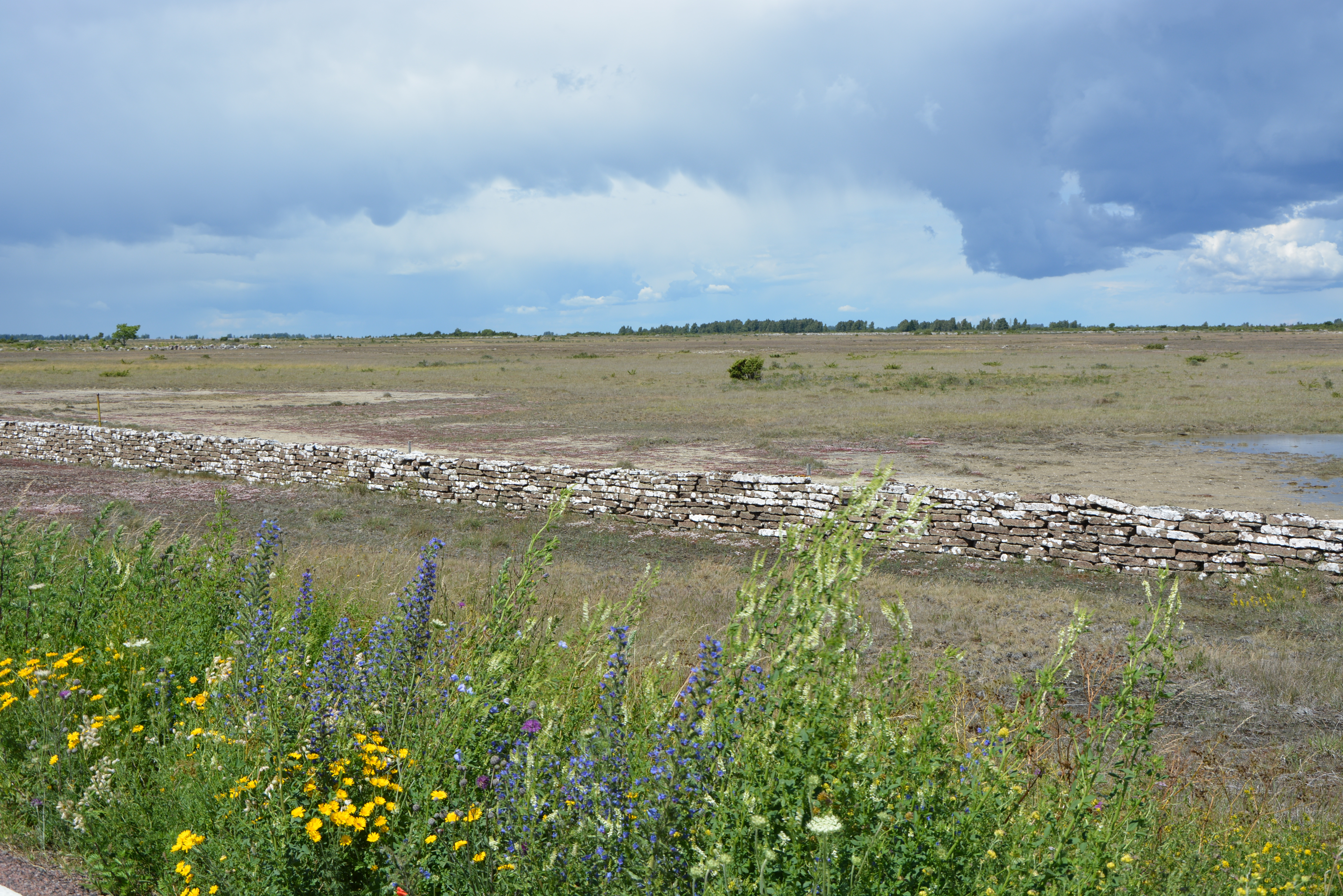
Vy över Stora alvaret

Stora Alvaret (även Alvaret) är ett 37 kilometer långt och 15 kilometer brett område med alvarmark på de södra delarna av Öland. Området utgör med sina 250–260 kvadratkilometer en femtedel av hela öns yta. 
Alvaret utmärks av att det i huvudsak utgörs av trädlös hedmark där berggrunden, bestående av ordovicisk kalksten, ofta går i dagen eller är täckt endast med ett tunt jordlager. Området har en speciell flora med en mängd arter som är unika för området, speciellt orkidéer under försommaren. Stora alvaret används historiskt som betesmark. Betesdriften är nödvändig för att förhindra igenbuskning. Ett problem är att jordlagret är tunt, vilket gör att antalet betande får måste begränsas.
Ljungpiparen nämns som karaktärsfågeln, också vanliga är bland annat sånglärka, storspov och ängshök. Rosenvingad gräshoppa och alvarlarvmördare är några av insekterna. En introducerad art är guldfisk, som upptäcktes i en damm på Stora alvaret i slutet av 1990-talet.
Stora alvaret har tillsammans med södra Ölands odlingslandskap utsetts till världsarv av FN-organet Unesco.

## Stora alvaret inom kulturen
Stora alvaret är motiv för friluftsmålare som Albert Theodor Gellerstedt, Nils Kreuger och Arthur Percy. Författaren och fotografen Anders Johansson har skildrat Alvaret i text och foto.
Stora alvaret finns avbildat på svenska frimärken som utkom 2003.
Området är även en av platserna där Richard Hoberts film Tre solar filmats.